# Simon J. Berger
Simon Jönsson Berger es un actor sueco, más conocido por haber interpretado a Erik Westfeldt en la miniserie Upp till kamp.

## Biografía
Es hijo del músico sueco Bengt Berger y de la artista sueca Gittan Jönsson.
Habla con fluidez inglés y sueco.
Se entrenó en "Fridhems Folkhögskola" y en "Teaterhögskolan" en Malmö de donde se graduó en el 2007.
Simon también se entrenó en el "Swedish Academic School of Drama".

## Carrera
En el 2007 se unió al elenco de la miniserie Upp till kamp (en inglés: "How Soon Is Now?") donde interpretó a Erik Westfeldt.
En el 2011 apareció como invitado en el cuarto episodio de la primera temporada de la serie Anno 1790 donde interpretó al criminal Silfverblad.
En 2012 se unió al elenco de la película Johan Falk: Alla råns moder donde dio vida al criminal Göran Svensson, quien junto a un grupo de exmilitares realizan un robo en uno de los bancos más importantes. La película es la decimosegunda entrega de la exitosa franquicia "Johan Falk".
Ese mismo año apareció en la miniserie Arne Dahl: De största vatten donde dio vida a Skarlander.
En 2013 se unió al elenco de la película Farliga drömmar la cual es la cuarta entrega de la franquicia "Crimes of Passion" donde interpretó a Kåre Hallman, un hombre cuyo galardonado padre Andreas Hallman (Claes Ljungmark) y medio hermano Jon Hallman (Joel Spira) son asesinados por Cecilia/Irma, una mujer que busca vengarse de su familia.
Ese mismo año apareció en la película sueca Hotell donde dio vida a Oskar, el prometido de Erika (Alicia Vikander), una mujer que luego de perder a su bebé se aleja de su familia.
En el 2015 se unió al elenco de la serie Modus donde interpretó a Isak Aronson.
Ese mismo se unió al elenco principal de la película sueca Jönssonligan - Den perfekta stöten donde dio vida al ladrón de autos Charles-Ingvar Jönsson, quien luego de que un robo sale mal y su tío Ralf (Niklas Falk) es asesinado busca vengarse de la corrupta Wallentin (Andrea Edwards).

## Filmografía[1]

### Series de televisión
| Año         | Título                           | Personaje      | Notas                            |
| ----------- | -------------------------------- | -------------- | -------------------------------- |
| 2018        | Conspiracy of Silence            | -              | episodio "Lazarus"               |
| 2015 - 2017 | Modus                            | Isak Aronson   | 2 episodios                      |
| 2016        | Insiativet (Initiativet)         | Silo           | 4 episodios                      |
| 2016        | Beck                             | Stefan Mattson | episodio "Sista dagen"           |
| 2014        | Viva Hate                        | Björn Afzelius | episodio # 1.3 - miniserie       |
| 2012        | Torka aldrig tårar utan handskar | Paul           | 3 episodios - miniserie          |
| 2012        | Arne Dahl: De största vatten     | Skarlander     | 2 episodios - miniserie          |
| 2011        | Anno 1790                        | Silfverblad    | episodio "Godafton, vackra mask" |
| 2010        | Våra vänners liv                 | Silfverblad    | 2 episodios                      |
| 2010        | I Anneli                         | Partero        | 8 episodios                      |
| 2010        | Wallander                        | Stefan Wilkes  | episodio "Arvet"                 |
| 2007        | Upp till kamp                    | Erik Westfeldt | 4 episodios - miniserie          |

### Películas
| Año  | Título                             | Personaje              | Notas                                                                                                 |
| ---- | ---------------------------------- | ---------------------- | --- |
| 2014 | Jönssonligan - Den perfekta stöten | Charles-Ingvar Jönsson | junto a Alexander Karim, Torkel Petersson, Susanne Thorson, Jens Hultén y Cedomir Djordjevic          |
| 2013 | Farliga drömmar                    | Kåre Hallman           | junto a Tuva Novotny, Linus Wahlgren, Ola Rapace, Claes Ljungmark, Joel Spira y Vera Vitali           |
| 2013 | Hotell                             | Oskar                  | junto a Alicia Vikander, Henrik Norlén, David Dencik, Anna Bjelkerud y Mira Eklund                    |
| 2012 | Johan Falk: Alla råns moder        | Göran Svensson         | junto a Jakob Eklund, Jens Hultén, Meliz Karlge, Anastasios Soulis, Mårten Svedberg y Alexander Karim |
| 2008 | Istället för Abakadabra            | Thomas                 | corto - junto a Jacob Nordenson, Anki Larsson, Saga Gärde y Göran Forsmark                            |

### Teatro
| Año  | Obra                       | Personaje  | Director (a)      | Teatro                 | Notas                                                           |
| ---- | -------------------------- | ---------- | ----------------- | ---------------------- | --------------------------------------------------------------- |
| 2014 | Kameliadamen               | -          | Katrine Wiedemann | Stockholm City Theatre | -                                                               |
| 2010 | En Handelsresandes Död     | -          | Eva Dahlman       | Royal Dramatic Theatre | -                                                               |
| 2010 | Mannen med Ormskinnsjackan | Val Xavier | Malin Stenberg    | Royal Dramatic Theatre | junto a Omid Khansari, Hulda Lind Jóhanssdóttir y Basia Frydman |

## Premios y nominaciones
| Año | Categoría                       | Premio     | Película                | Resultado |
| --- | ------------------------------- | ---------- | ----------------------- | --------- |
| -   | Prix d'Interprétation Masculine | Prix Award | Istället för Abakadabra | Ganador   |